# Duwbakhaven
De Duwbakhaven is een haven in het Botlek-gebied in Rotterdam aan de kop van de Sint Laurenshaven. Aan de haven is Jewometaal gevestigd.